# Bagnaria Arsa
Bagnaria Arsa – miejscowość i gmina we Włoszech, w regionie Friuli-Wenecja Julijska, w prowincji Udine.
Według danych na rok 2004 gminę zamieszkiwało 3421 osób, 180,1 os./km².